# Bibliothèque nationale du Vanuatu
La bibliothèque nationale du Vanuatu est la bibliothèque nationale de la République de Vanuatu.
L'institution, ouverte en avril 2004, se situe dans le Centre culturel de Vanuatu à Port Vila. La bibliothèque est à la fois une bibliothèque patrimoniale possédant des documents rares et précieux et une bibliothèque de prêt.

## Collections
Peu de temps après son ouverture, en décembre 2004, la bibliothèque avait décrit 800 documents de ses collections. Ce nombre était passé à 8 000 en décembre 2007.
En août 2013, les fonds sont constitués d'environ 30 000 documents, parmi lesquels 500 documents rares sur le thème du Vanuatu, principalement des livres. La bibliothèque possède deux "collections spéciales" :
- la collection "Vanuatu" constituée de documents sur le Vanuatu en anglais, français et bichelamar.
- la collection "Pacifique" constituée de documents sur le reste du Pacifique.

Le 23 août 2013, la bibliothèque s'établit dans un nouveau bâtiment.